# Ercole amante
Ercole amante és una òpera amb pròleg i tres actes de Francesco Cavalli. El llibret italià era de Francesco Buti, basat en el novè llibre de Les Metamorfosis d'Ovidi. S'estrenà a París a les Salles des Machines al Palau de les Teuleries el 7 de febrer de 1662.
Gràcies al seu renom gairebé internacional, el cardenal Mazzarino, ansiós d'introduir l'òpera italiana a França, l'escollí per a compondre l'òpera que s'havia de representar durant el casament del jove Lluís XIV i Maria Teresa d'Espanya. Cavalli es feu pregar molt, probablement a causa de la seva salut delicada, però la insistència de l'ambaixador francès i del govern venecià el convenceren d'acceptar l'encàrrec, i es traslladà a França (1660) amb una companyia d'òpera molt escollida. Per tal de complementar aquesta òpera, hom encarregà a Jean-Baptiste Lully de fer uns ballets. Mazzarino, però, morí l'any 1661. Sense la seva protecció, Cavalli fou víctima de les intrigues de Lully, que aconseguí que la seva música quedés en segon terme respecte als ballets que ell havia compost. D'una banda, cal atribuir aquest fracàs relatiu a les males condicions acústiques de la sala, i de l'altra, al tradicional gust francès per l'espectacle visual en detriment del purament sonor.